# Nephodia fumivena
Nephodia fumivena là một loài bướm đêm trong họ Geometridae.